# Scarus hoefleri
Scarus hoefleri е вид бодлоперка от семейство Scaridae. Видът не е застрашен от изчезване.

## Разпространение и местообитание
Разпространен е в Бенин, Габон, Гамбия, Гана, Гвинея, Гвинея-Бисау, Екваториална Гвинея, Кабо Верде, Камерун, Република Конго, Кот д'Ивоар, Либерия, Мавритания, Нигерия, Сао Томе и Принсипи, Сенегал, Сиера Леоне и Того.
Обитава морета и рифове в райони с тропически климат. Среща се на дълбочина от 1 до 15 m, при температура на водата около 24 °C и соленост 35,7 ‰.

## Описание
На дължина достигат до 60 cm.